# Abram Łerman
Abram Dawydowycz Łerman, ukr. Абрам Давидович Лерман, ros. Абрам Давыдович Лерман, Abram Dawidowicz Lerman (ur. 17 października 1922 w Kijowie, Ukraińska SRR, zm. 1 kwietnia 1979 w Kijowie) – ukraiński piłkarz pochodzenia żydowskiego, grający na pozycji obrońcy lub pomocnika lub napastnika, trener piłkarski.

## Życiorys
Przez całą karierę związany był z Dynamem Kijów, w którym występował przez 9 sezonów. Jako trener pracował w Kołhospnyku Czerkasy, Arsenale Kijów, Metałurhu Zaporoże, Sudnobudiwnyku Mikołajów, Zirce Kirowohrad, Łokomotywie Winnica i Bukowynie Czerniowce.

## Sukcesy i odznaczenia

### Sukcesy klubowe
- wicemistrz ZSRR: 1952

### Odznaczenia
- nagrodzony tytułem Mistrza Sportu ZSRR: 1973